# Liste der Römerstraßen

Netz der Römerstraßen ca. 125 n. Chr.:
Römerstraße
Grenze des römischen Reiches
Römisches Militärlager (Legionslager)
Römische Stadt

Die Liste der Römerstraßen bietet eine Übersicht über erhaltene Römerstraßen.

## Römerstraßen
Neben den zeitgenössisch belegten Straßen folgen die Angaben vielfach der Tabula Peutingeriana, einer Straßenkarte des 12. Jahrhunderts, wohl eine Kopie einer karolingischen Karte nach einem spätrömischen Original.

### Über die Alpen
Diese Straßen verbinden über Österreich, die Schweiz und Slowenien Italien mit Ungarn und Deutschland:
| Name                         | Bauzeit und Erbauer                                                                      | Verlauf |
| ---------------------------- | ---------------------------------------------------------------------------------------- | --- |
| Bone en Bez                  |                                                                                          | Zwischen Glovelier und Saulcy im Kanton Jura in der Schweiz nachgewiesene Römerstraße aus dem 1. Jahrhundert |
| Via Claudia Augusta ∗        | 15 n. Chr. unter Nero Claudius Drusus                                                    | Von Venetien über Verona, Bozen (Pons Drusi), Meran (Statio Maiensis), durch den Vinschgau, über den Reschenpass, Finstermünz und den Fernpass über Füssen (Foetes) nach Augsburg (Augusta Vindelicum) |
| Via Claudia Augusta Altinate | 47 n. Chr.                                                                               | Von Altino an der Adria, über Feltre und das Valsugana-Tal nach Trento |
| Via Gemina                   |                                                                                          | Von Aquileia nach Aemona (an der Stelle des heutigen Ljubljana) |
| Via Julia Augusta            | nach 16/15 v. Chr.                                                                       | Hauptroute nach Noricum: Von Aquileia nordwärts über Zúglio (Karnische Alpen, Iulium Carnicum) und den Plöckenpass bis ins Drautal, teilt sich bei Irschen (castrum Ursen) und führt über Aguntum (bei Lienz/Osttirol) und Innichen (Littamum) nach Veldidena (Wilten/Innsbruck) bzw. über Teurnia (bei Spittal an der Drau) nach Virunum (am Magdalensberg bei Klagenfurt); dort nach Enns ∗ (Lauriacum) oder nach Salzburg ∗ (Iuvavum); dort nach Augusta Vindelicum (Augsburg, Route wird Via Julia genannt) ∗ |
| Via Raetia                   | 15 v. Chr. / 43 n. Chr. unter Claudius; befestigt um 200 n. Chr. unter Septimius Severus | Von Verona über Bozen, Sterzing (Vipiteno), den Brenner und Matrei (Matreio) nach Wilten/Innsbruck (Veldidena) und über Zirl (Teriolis), den Seefelder Sattel, Mittenwald (Scarbia), Partenkirchen (Parthanum), Coreliacus und Epfach (Abodiacum) nach Augsburg (Augusta Vindelicum) |
| Itinerarium Antonini         | 3. Jh. n. Chr.                                                                           | Die Karte zeigt einen Straßenzug durch Tinnetione (Tinizong im Oberhalbstein, Kanton Graubünden) und Murus (wohl Castelmur-Müraia, Gem. Bondo GR). Es muss sich um die Route über den Julier- bzw. den Septimerpass mit einerseits Karrenspuren und andererseits dem ausgegrabenen römischen Feldlager handeln. |

- Eine aufgrund eines bei Zirl vorgefundenen Meilensteins postulierte Via Decia ist nicht nachgewiesen und gilt durch den Fund gleichartiger, eindeutig der Via Raetia zuordenbarer Meilensteine, als widerlegt.[5][6]

### Balkanhalbinsel
| Name                 | Bauzeit und Erbauer               | Verlauf |
| -------------------- | --------------------------------- | --- |
| Via Egnatia          | 146 v. Chr. unter Gnaeus Egnatius | Fortsetzung der Via Appia auf der östlichen Seite der Adria (Griechenland), von Apollonia und Durrës/Albanien über Elbasan nach Ohrid, Thessaloniki, Amphipolis und Alexandroupoli nach Konstantinopel am Bosporus |
| Via Flavia           | 78 n. Chr.                        | Von Aquileia, Triest, Pula, durch Istrien, über Fiume nach Dalmatien |
| Via Istrum           |                                   | Eine Ost-West-Verbindung entlang der unteren Donau von Noviodunum ad Istrum, Toesmis, Ulmetum, Dorostorum, Transmarisca, Appiaria, Novae, Oescus, Variana, Ciabrus, Ratiaria, Cuppae, Viminatium, Demessus, Singidunum nach Sirmium |
| Via Militaris        |                                   | Eine Nordwest-Südost-Verbindung zum Bosporus (Belgrad – Sofia – Plowdiw – Edirne – Istanbul / zur Römerzeit hießen die Städte Singidunum – Serdica – Philippopolis – Hadrianopolis – Konstantinopel) – ab 1600 auch als via Traiana bezeichnet, was die zweideutige Bezeichnung via militaris umgeht, mit der auch ganz allgemein eine Militärstraße bezeichnet wird |
| Via Pontica          |                                   | Eine Nord-Süd-Verbindung entlang der westlichen Küste des Schwarzen Meeres (altgriechisch Pontos Euxeinos) bis zum Donaudelta von Byzantion aus über Apollonia, Deultum, Anchialo, Mesembria, Odessos, Byzone (Kawarna), Kallatis, Tomoi, Histria nach Noviodunum ad Istrum                                                                                          |
| Via Traiana (Balkan) |                                   | Eine Nord-Süd-Verbindung mitten durch die Balkanhalbinsel, verband die Oescus bzw. Novae an der Donau über Trojan, durch das Hemusgebirge, mit Philippopolis (Via Militaris) in Thrakien und durch das Rhodopen-Gebirge mit der Via Egnatia an der Ägäis |
| Via ???              |                                   | Nord-Süd-Verbindung mitten durch die Balkanhalbinsel von Anchialo, Aquae Calidae, Marcianopolis nach Dorostorum |
| Via ???              |                                   | Eine Ost-West-Verbindung von Anchialo und Pyrgos, über Aquae Calidae, Kabyle, Beroe nach Ranilum zur Via Militaris (siehe oben) |
| Via ???              |                                   | Eine Ost-West-Verbindung von Plowdiw über Pasardschik (wo sie von der Via Militatis abzweigte, dort steht mehr dazu), Kostenez, Samokow, Pautalia, Skopje und Priština nach Sarajevo |

### Britannien
| Name                                                                 | Bauzeit und Erbauer     | Verlauf |
| -------------------------------------------------------------------- | ----------------------- | --- |
| Akeman Street                                                        |                         | |
| Camlet Way                                                           |                         | In Ost-West Richtung zwischen Colchester (Camalodunum) in Essex und Silchester (Calleva Atrebatum) in Hampshire über St Albans (Verulamium) |
| Dere Street                                                          |                         | |
| Devil’s Highway                                                      | 47 n. Chr. – 48 n. Chr. | Von Londinium (London) über Ad Pontes (Staines-upon-Thames) nach Calleva Atrebatum (Silchester)                                             |
| Ermine Street                                                        |                         | |
| Fen Causeway                                                         |                         | |
| Fosse Way                                                            |                         | |
| Peddars Way                                                          |                         | |
| Sarn Helen                                                           |                         | Verband Abberconwy mit Carmarthen |
| Stanegate                                                            |                         | |
| Stane Street: Stane Street (Chichester) und Stane Street (St Albans) |                         | |
| Römische Straße von Silchester nach Bath                             |                         | Verband Calleva Atrebatum bei Silchester mit Aquae Sulis (Bath) über Spinae (heute Speen) und Cunetio                                       |
| Watling Street                                                       |                         | |

### Deutschland
| Name                        | Bauzeit und Erbauer                                | Verlauf |
| --------------------------- | -------------------------------------------------- | --- |
| Via Claudia Augusta         |                                                    | Fernstraße aus Oberitalien nach Augsburg |
| „Via Julia“                 |                                                    | Militärstraße von Augsburg nach Salzburg |
| Via Raetia                  | 15 v. Chr. / 43 n. Chr., befestigt 195–215 n. Chr. | Fernstraße aus Oberitalien nach Augusta Vindelicum (Augsburg) über Brenner und Seefelder Sattel, Fundstücke bei Klais (Spurbreite 107 cm), Verlauf über Partenkirchen (Partanum) und Epfach (Abodiaco) nach Augsburg |
| Allgäustraße                |                                                    | Fernstraße aus Oberitalien nach Augsburg: Como, Chur, Bregenz, Kempten |
| Römische Rheintalstraße     |                                                    | Verlängerung der Fernstraße aus Italien über den San-Bernardino-Pass von Straßburg (Argentoratum) über Speyer (Noviomagus) und Worms (Borbetomagus) nach Mainz (Mogontiacum), weiter über Koblenz (Confluentes), Bonn (Castra Bonnensia), Köln (Colonia Claudia Ara Agrippinensium) und Xanten (Vetera) bis an die Nordsee |
|                             |                                                    | Heerstraße von Brigantium (Bregenz) nach Iuvavum (Salzburg) über Cambodunum (Kempten); kreuzte bei Abodiacum (Epfach, Deutschland) die Via Claudia Augusta |
| Ausoniusstraße              |                                                    | Militärstraße von Bingen am Rhein nach Trier, die modern nach dem römischen Dichter Ausonius benannt wurde |
| Kinzigtalstraße             |                                                    | Teil der Militärstraße von Mogontiacum (Mainz) über Argentoratum (Straßburg) nach Augusta Vindelicum (Augsburg) |
|                             |                                                    | Militärstraße von Mogontiacum (Mainz) über Cannstatt nach Augusta Vindelicum (Augsburg) |
|                             |                                                    | Militärstraße von Mogontiacum (Mainz) über Hofheim nach Frankfurt-Heddernheim (Nida) und weiter über Okarben nach Friedberg in der Wetterau; diese Straße wurde im Mittelalter Pilgerweg zur Elisabethkirche in Marburg, deshalb erhielt sie die Bezeichnung Elisabethenstraße                                             |
| Saalburgstraße              |                                                    | Von Nida nach der Saalburg |
| Feldbergstraße              |                                                    | Von Nida nach dem Feldbergkastell (Plasterweg, Haderweg über den Osthang des Altkönigs und den Fuchstanz) |
| Römerstraße Neckar–Alb–Aare |                                                    | Vom Legionslager Vindonissa (Windisch bei Baden in der Schweiz) führte sie über Tenedo (Zurzach, Hochrhein), Iuliomagus (Schleitheim), Brigobanne, Arae Flaviae (Rottweil) und Sumelocenna (Rottenburg) nach Grinario (Köngen bei Stuttgart)                                                                               |
|                             |                                                    | Römerstraße von Ladenburg (Lopodunum) nach Osterburken |
| Via Belgica                 |                                                    | Fernstraße von CCAA (Köln) nach Samarobriva (Amiens/Frankreich) |
| Via Agrippa                 |                                                    | Fernstraße von Augusta Treverorum (Trier) nach CCAA (Köln) |
| Donausüdstraße              | Um 48 n. Chr.                                      | Gebaut als Grenzsicherungsstraße vom Donauursprung südlich entlang der Donau zunächst bis Weltenburg und schließlich bis Konstantinopel; Abzweigungen in Tuttlingen nach Straßburg (Kinzigtalstrasse), in Günzburg nach Augsburg                                                                                           |
| Römische Fernstraße         |                                                    | Fernstraße von Augusta Treverorum (Trier) nach Argentoratum (Strasbourg) |
| Römerstraße Trier–Neuss     | 22 bis 19 v. Chr.                                  | von Trier nach Neuss |

Eine aufgrund eines bei Zirl vorgefundenen Meilensteins postulierte Via Decia ist nicht nachgewiesen und gilt durch den Fund gleichartiger, eindeutig der Via Raetia zuordenbarer Meilensteine, als widerlegt.

### Frankreich
| Name                             | Bauzeit und Erbauer                          | Verlauf |
| -------------------------------- | -------------------------------------------- | --- |
| Via Agrippa (Neuzeitlicher Name) | 39–13 v. Chr. Marcus Vipsanius Agrippa       | Von Arles durch das Rhônetal über Orange und Valence nach Lyon (Lugdunum) und weiter über Amiens nach Boulogne-sur-Mer, entspricht etwa den heutigen Nationalstraßen RN 7 bzw. RN 1. Von Lyon alternativ über Metz nach Trier (und Köln) |
| Via Aquitania                    |                                              | Von Narbonne (abzweigend von der Via Domitia) über Toulouse und Bordeaux zum Atlantischen Ozean |
| Via Corsica                      |                                              | Von Mariana über Aleria, Praesidium, Portus Favonius nach Pallas (Ostküste, Korsika) |
| Via Domitia                      | 118 v. Chr. unter Gaius Domitius Ahenobarbus | Fortsetzung der Via Augusta (von Spanien) am Col de Panissars, nahe dem heutigen Col del Portus (Pyrenäen), über Narbonne und Béziers nach Nimes (Nemausus), über den Pont du Gard, Beaucaire, Cavaillon, Apt, Sisteron, Gap, Embrun nach Briancon mit Anschluss zum Col de Montgenèvre (siehe auch die Via Fenollentis – Via Confluentana – Via Vallespiri) |
| Via Julia Augusta                | 13 v. Chr. unter Augustus                    | Fortführung der Via Aurelia und Via Postumia von Vado Ligure (Vada Sabatia) entlang der ligurischen Küste über Albenga (Albigaunum) und Ventimiglia (Albintimilium) und durch die Seealpen nach Westen bis Arles (Arelate) in Gallien (Anschluss an die Via Domitia) (heute Provence)                                                                        |

### Iberische Halbinsel
Die Festlegung des Verlaufs der römischen Straßen beruht einerseits auf schriftlichen Quellen wie dem Itinerar des Antoninus, einem Reiseführer aus dem 4. Jahrhundert, andererseits auf der archäologischen Hinterlassenschaft, erhaltenen Straßenabschnitten, Meilensteinen, Brücken und den Ortschaften an den Straßen. Die wichtigste Nord-Süd-Verbindung in Portugal war die über 361 km führende Straße von Olisipo (Lissabon) nach Bracara Augusta (Braga), der eine Südachse in die Algarve, nach Lacobriga (Lagos) entsprach. An Kreuzungspunkten schlossen die in das Innere der Iberischen Halbinsel führenden Straßen an. Diese folgten zumeist den Flussläufen. Die Straßen werden nach ihrer Breite in Hauptstraßen, ca. fünf Meter breit, und Nebenstraßen, drei bis vier Meter breit geschieden. Es sind lediglich Abschnitte erhalten, da in der Regel nur an Steigungen bzw. Gefällstrecken gepflastert wurde. Dies erschwert das Aufspüren der antiken Straßen im Gelände. Der für die Erschließung des Landes wichtige Straßenbau dürfte in flavischer Zeit, als die Erzminen (Aljustrel, Tresminas) auf dem Höhepunkt der Produktion waren, im Wesentlichen abgeschlossen gewesen sein. Damit einher ging der Ausbau von Häfen (Ilha do Pessegueiro).
| Name                                 | Bauzeit und Erbauer                                                          | Verlauf |
| ------------------------------------ | ---------------------------------------------------------------------------- | --- |
| Via Augusta                          | 8 v. Chr. unter Augustus                                                     | Fortsetzung der Via Domitia in Spanien, vom Col de Panissars (Pyrenäen), in der Nähe von La Jonquera, beim heutigen Col del Portus, über Girona, Barcelona, Tarragona, Valencia, Córdoba, Carmona, Sevilla (Hispallis) bis nach Cádiz (Gades) |
| Vía de la Plata                      | 139 v. Chr. unter Quintus Servilius Caepius                                  | Von Sevilla über Mérida, Cáceres, Salamanca, Léon nach Gijón (am Golf von Biskaya, Spanien) bzw. Astorga. Ein Teilabschnitt ist bekannt als „Iter ab Emerita Asturicam“ (= Reise von Emerita Augusta nach Asturica Augusta) |
| Via Nova                             | 79–80 n. Chr. unter Vespasianus und Titus, restauriert unter Maximinus Thrax | Via XVIII auf dem Itinerarium Antonini. Von Braga (Bracara Augusta) nach Astorga (Asturica Augusta) |
| Viae Lusitanorum                     |                                                                              | An der Algarve (Portugal): Baesuris, Balsa, Ossonoba (Faro), Milreu, Cerro da Vila, Lacobriga (Lagos) |
| Straße zwischen Astorga und Bordeaux |                                                                              | Asturica (Astorga), Vallata (bei Villadangos del Paramo), Interamnium, Palantia (östl. Reliegos), Viminacio (Calzadilla de la Cueza), Lacobrigam (Carrión de los Condes), Dessobriga (nördl. Melgar de Fernamental), Legisamone (Sasamón), Tritium (bei Monasterio de Rodilla), Virovesca (Briviesca), Vindeleia (bei Cubo de Bureba), Deobriga (bei Rivabellosa), Beleia (bei Nanclares de la Oca), Seussatio (bei Vitoria-Gasteiz), Tullunio (bei Alegría-Dullanzi), Alba, Aracaeli (Uharte-Arakil), Alantone, Pompelone (Pamplona), Turissa (bei Espinal), Summo Pyreneo (Ibañeta-Pass), Imo Pyreneo (St. Jean-le-Vieux), Carasa (Garris), Aquis Terebellicis (Dax), Mosconnum (Lit-et-Mixe), Segosa (Saint-Paul-en-Born), Losa (nördl. Sanguinet), Boios (bei Biganos), Burdegalo (Bordeaux) Insbesondere das Teilstück zwischen Carrión de los Condes – dort am Ortsausgang in historischem Pflaster restauriert – und Calzadilla de la Cueza, welches exakt der heutigen Wegeführung des Jakobsweges entspricht, wird dort auf Meilensteinen Via Aquitana benannt. In der Literatur wird die Straße auch als Via Trajana referenziert. |

### Italien
| Name                  | Bauzeit und Erbauer                                                                                            | Verlauf |
| --------------------- | --- | --- |
| Via Aemilia           | 187 v. Chr. unter Marcus Aemilius Lepidus                                                                      | Von Rimini (Ariminum), am Ende der Via Flaminia, über Cesena, Bologna nach Piacenza (Placentia) und Mailand (Mediolanum), jetzt die Staatsstraße 9 |
| Via Aemilia Scauri    | 109 v. Chr. unter Marcus Aemilius Scaurus                                                                      | Verlängerte Via Aurelia, von Pisa entlang der östlichen ligurischen Küste über Genua nach Vado Ligure (Vada Sabatia), weiter als Via Iulia Augusta, bzw. nach Piacenza (Placentia) |
| Via Amerina           | | Von Rom nach Ameria (heute Amelia) und Perugia |
| Via Annia             | 153 v. Chr. unter Konsul Tito Annio Lusco                                                                      | Vom Hafen Adria über Padua nach Aquileia |
| Via Appia             | 312 v. Chr. unter Appius Claudius Caecus                                                                       | Älteste Römerstraße. Von Rom über Albano, Terracina, Fondi, Capua, Benevento (Beneventum), Venosa und Tarent (Tarantum) nach Brindisi (Brundisium, 264 v. Chr.) in Apulien, jetzt etwa die Staatsstraße 7 |
| Via Ardeatina         | | Von Rom über Falcognana nach Ardea (bei Aprilia) |
| Via Aurelia           | 241 v. Chr. unter Gaius Aurelius Cotta                                                                         | Von Rom über Orbetello (Cosa), Pisa nach Lucca, später über Genua, Savona nach Ventimiglia und weiter nach Gallien (Frankreich), jetzt die Staatsstraße 1 |
| Via Caecilia          | 142 v. Chr. unter Lucius Caecilius Metellus Calvus bzw. 117 v. Chr. unter Lucius Caecilius Metellus Diadematus | Von der Via Salaria abzweigend über Amiternum (bei L’Aquila), überwindet den zentralen Apennin am Passo delle Capanelle und führt nach Hatria (heute Atri) bzw. über Teramo nach Castrum Novum (Giulianova) zur Adria |
| Via Campana           | | Den Tiber entlang, parallel zur Via Portuense bzw. zur Saline Veienti |
| Via Casilina          | | Von Rom über Anagni, Frosinone nach Casilinum bei Cassino (entspricht ab Anagni der Via Latina) |
| Via Cassia            | 171 v. Chr. | Von Rom (abzweigend von der Via Flaminia) über Sutri, Viterbo durch Etrurien und über Arezzo (Aretium) nach Florenz (Florentia) und weiter über Pistoia nach Lucca und Pisa (zur Via Aurelia) |
| Via Clodia            | 225 v. Chr. | Von Rom (abzweigend von der Via Cassia) über Bracciano und Vejano wieder zur Via Cassia |
| Via Collatina Antica  | | Von Rom südlich des Flusses Aniene nach Collatia bei Palestrina (Penestrina) |
| Via Domitiana         | 95 v. Chr. unter Domitian                                                                                      | Von Terracina über Pozzuoli (Puteoli) nach Portus Julius am Golf von Neapel und weiter über Neapel (Neapolis) nach Reggio (Rhegium) |
| Via Empolitana        | | Von Tivoli nach Subiaco |
| Via Farnesiana        | | Abzweigend von der Via Aurelia zum Ort Farnese (Castrum Farneti) westl. des Bolsena-See |
| Via Flaminia          | 220 v. Chr. unter Gaius Flaminius                                                                              | Von Rom über Narni (Narnia) nach Fano (Fanum Fortunae) bzw. bis nach Rimini (Ariminum), jetzt Staatsstraße 3 |
| Via Flaminia Nuova    | | Neuere Variante der Via Flaminia über Spoleto (Spoletum) |
| Via Flaminia Minor    | 187 v. Chr. | Von Arezzo (Arretium) nach Rimini (Ariminum) |
| Via Gallica           | | Von Verona (abzweigend von der Via Postumia) über Brescia, Bergamo nach Mailand |
| Via Julia Augusta     | 13 v. Chr. unter Augustus                                                                                      | Fortführung der Via Aurelia und Via Postumia von Vado Ligure (Vada Sabatia) entlang der ligurischen Küste über Albenga (Albigaunum) und Ventimiglia (Albintimilium) und durch die Seealpen nach Westen bis Arles (Arelate) in Gallien (Anschluss an die Via Domitia) (heute Provence) |
| Via Julia Augusta     | | Eine andere „Via Julia Augusta“ führt von Aquileia nordwärts über Zúglio (Karnische Alpen, Iulium Carnicum) und den Plöckenpass bis ins Drautal, teilt sich bei Irschen (castrum Ursen) und führt über Aguntum (bei Lienz/Osttirol) und Innichen (Littamum) nach Veldidena (Wilten/Innsbruck) bzw. über Teurnia (bei Spittal an der Drau) und Virunum (am Magdalensberg bei Klagenfurt) nach Iuvavum (Salzburg) |
| Via Labicana          | | Von Rom, von der Via Latina über Labicum zur Via Praenestina |
| Via Latina            | | Von Rom nördlich der Albaner Berge über Anagni, Ferentinum, Frosinone (Frusino) und Liri nach Capua (Anschluss an die Via Appia) |
| Via Laurentina        | | Von Rom nach Laurentum (San Lorenzo am Tyrrhenischen Meer) |
| Via Nomentana         | | Von Rom nach Nomentum (heute Mentana) (früher Via Ficulensis nach Ficulea) |
| Via Ostiensis         | | Von Rom nach Ostia (römische Hafenstadt) südlich des Tiber |
| Via Palombarese       | | Mittelalterliche Bezeichnung der Straße von der Via Nomentana nach Polombara Sabina |
| Via Pompea            | 210 v. Chr. | Umrundung von Sizilien |
| Via Popilia           | 132 v. Chr. unter Konsul Publio Popillio Lenate                                                                | Von Capua, über Nocera (Nuceria), Morano(Moranum), Cosenza (Cosentia), Vibo (Valentia) nach Reggio Calabria (Rhegium) |
| Via Popilia-Annia     | 132 v. Chr. | Von Rimini nach Aquileia |
| Via Portuense         | unter Claudius                                                                                                 | Von Rom zum Hafen Portus Augusti nördlich des Tiber (in der Nähe des heutigen Flughafens Fiumicino) |
| Via Postumia          | 148 v. Chr. | Von Aquileia, über Oderzo, Vicenza, Verona, Cremona, Piacenza (Placentia), Voghera (Iria), Tortona (Dertona), Serravalle (Libarna) nach Genua (erbaut unter Postumio Albino) |
| Via Praenestina       | | Von Rom nach Palestrina (Praeneste) (früher als Via Gabina bezeichnet) |
| Via Sabina            | | Von der Via Salaria abzweigend nach L’Aquila |
| Via Salaria           | | Von Rom über Settebagni, Fara in Sabina, Rieti, Antrodoco, Arquata und Ascoli Piceno nach Porto d’Ascoli zur Adria in den Marken, jetzt die Staatsstraße 4 |
| Via Salaria Gallica   | | Von Fossombrone (Forum Sempronii) über Suasa, Ostra, Jesi, Macerata, Urbisaglia, Falesone nach Ascoli Piceno (Asculum) in den Marken (Verbindung der Via Flaminia und Via Salaria, im Landesinnern) |
| Via Salaria Picena    | | Verbindet die Via Flaminia und die Via Salaria, von Fano (Fanum Fortunae) nach Castrum Truentinum bei Porto d’Ascoli an der Adria (Küstenstraße) |
| Via Salaria Vecchia   | | Von Ascoli über S.Omero und Giulianova nach Atri (Verbindung von der Via Salaria zur Via Caecilia) |
| Via Satricana         | | Von Rom nach Satricum (Le Ferriere, Stadtteil von Latina), siehe Via Ardeatina |
| Via Severiana         | | Von Ostia nach Terracina (am Tyrrhenischen Meer) |
| Via Sublacense        | | Von der Via Valeria abzweigend, im Aniene-Tal über Villa di Nerone nach Subiaco |
| Via Tiberina          | | Von Rom im Tibertal über Capena, Fiano Nazzano, Ponzano und Magliano zur Via Flaminia |
| Via Tiburtina         | 286 v. Chr. unter Markus Valerius Maximus                                                                      | Von Rom nach Tibur (Tivoli) und weiter als Via (Tiburtina) Valeria |
| Via Tiburtina Valeria | | Fortsetzung der Via Tiburtina durch das Aniene-Tal, am ehem. Fucino-See entlang nach Pescara (Adria), jetzt in etwa die Staatsstraße 5 |
| Via Traiana           | 109 n. Chr. unter Marco Ulpio Traiano                                                                          | Erbaut als Alternative zur alten Via Appia. Führt von Benevento über Ascoli Satriano, Canosa di Puglia, Ruvo und Bitonto nach Bari (Adria) und als Via Traiana Costiera (Küstenstraße) bzw. als Via Traiana Interna (im Landesinnern) über Rutigliano und Conversano weiter nach Brindisi |
| Via Traiana Calabra   | | Verlängert die Via Traiana von Brindisi nach Otranto |
| Via Tuscolana         | | Von Rom nach Tusculum |

### Kleinasien und Vorderer Orient
| Name             | Bauzeit und Erbauer | Verlauf |
| ---------------- | ------------------- | --- |
| Via Maris        |                     | Historische (römische) Küstenroute in Nord-Süd-Richtung, die Europa und Nordafrika verbindet, sie führt von Griechenland dem Küstenverlauf durch Kleinasien folgend, über Beirut (Libanon) zu Stationen in Gaza und Ostrazine, von dort durch das Nil-Delta nach Kairo (Ägypten) |
| Via Nova Traiana | 114 n. Chr.         | In der Provinz Arabia: von Bostra (Arabia) in Syrien nach Aila (Aquaba) am Golf |

### Nordafrika
| Name      | Bauzeit und Erbauer | Verlauf |
| --------- | ------------------- | --- |
| Via Nerva | 98 bis 113 n. Chr.  | Küstenstraße von Carthagine (Karthago) nach Alexandria. Weitere bedeutende Städte entlang der Strecke waren Thenis, Oea (Tripolis), Sabratha (Sabrata), Lepti magna (Leptis Magna) und Paraetonium (Marsa Matruh). |

## Galerie

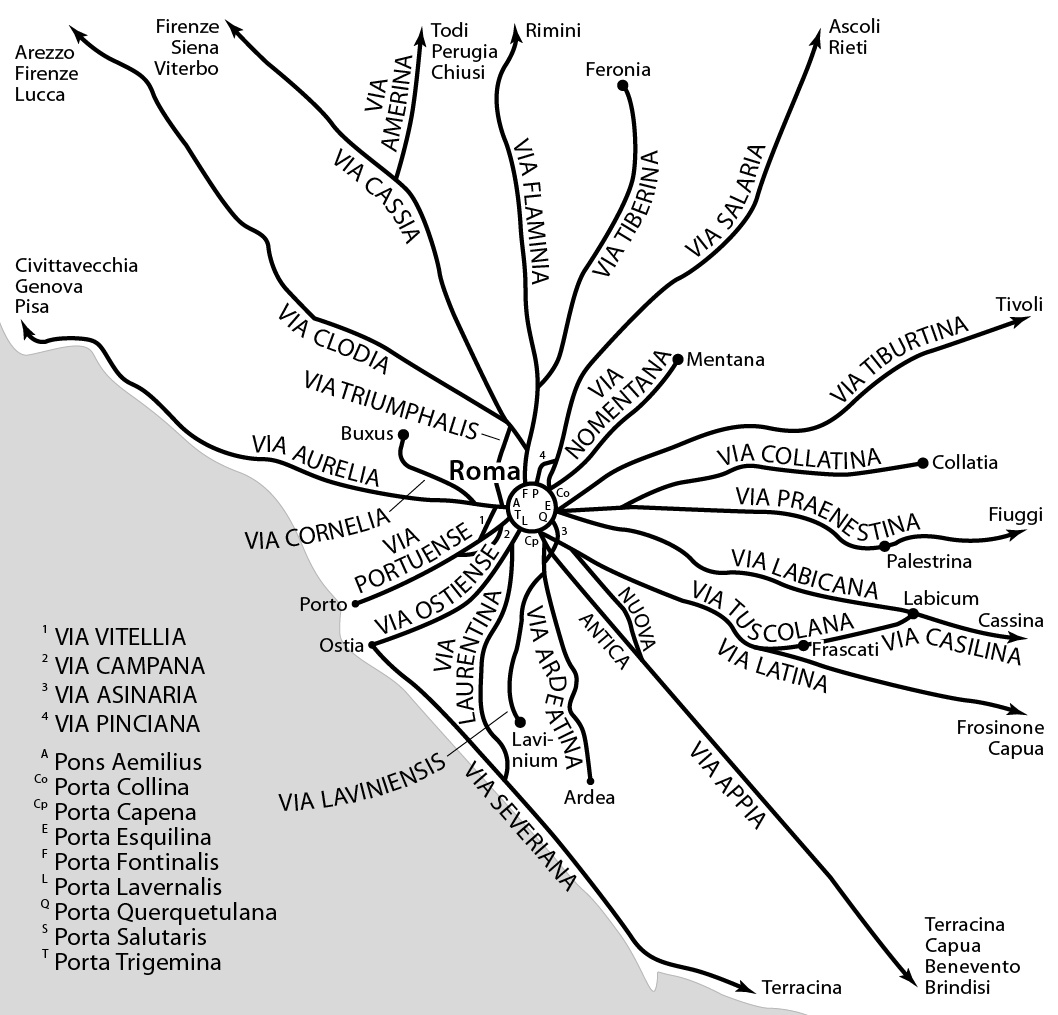
Von Rom ausgehende Römerstraßen
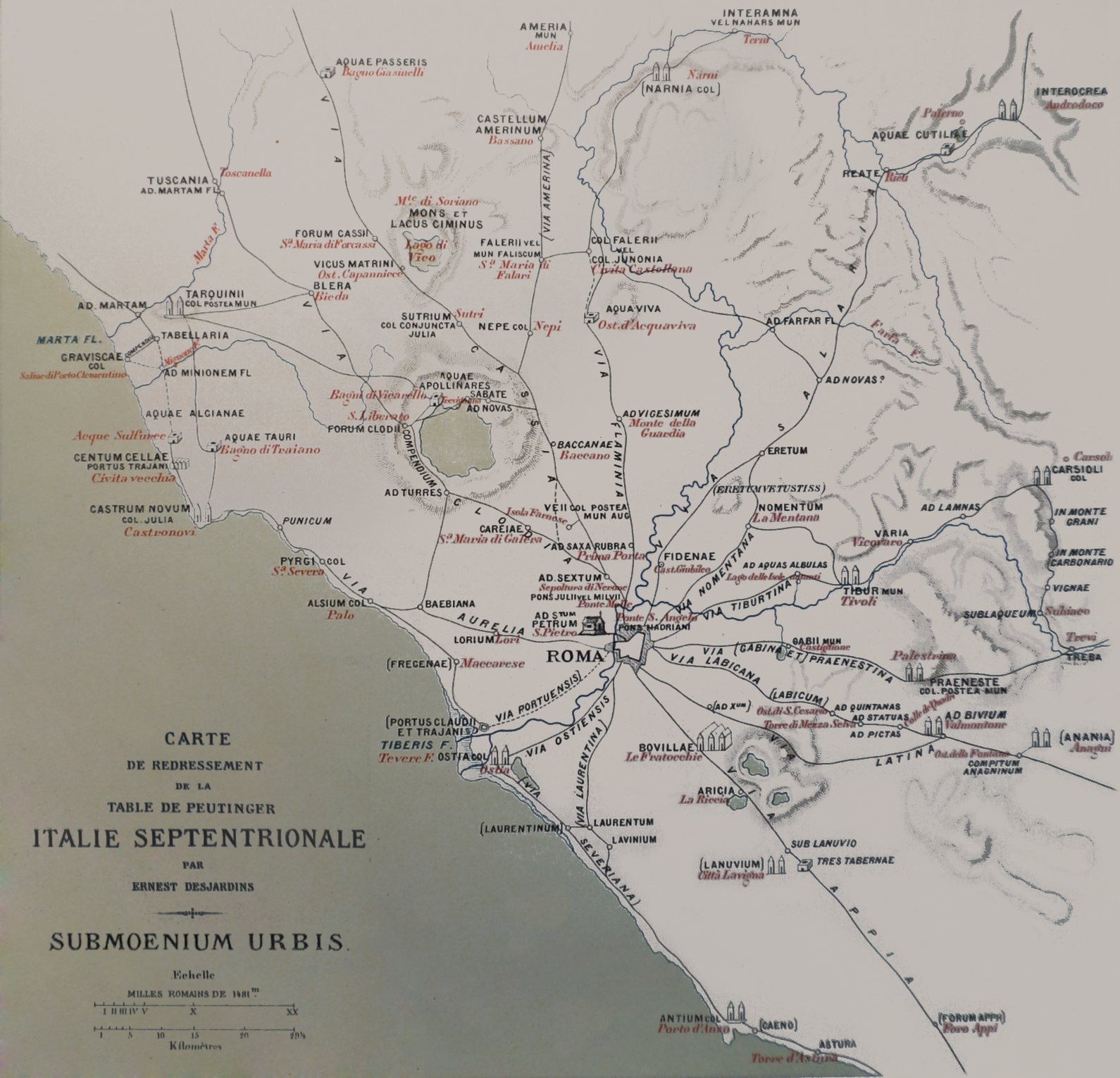
Römerstraßen rund um Rom
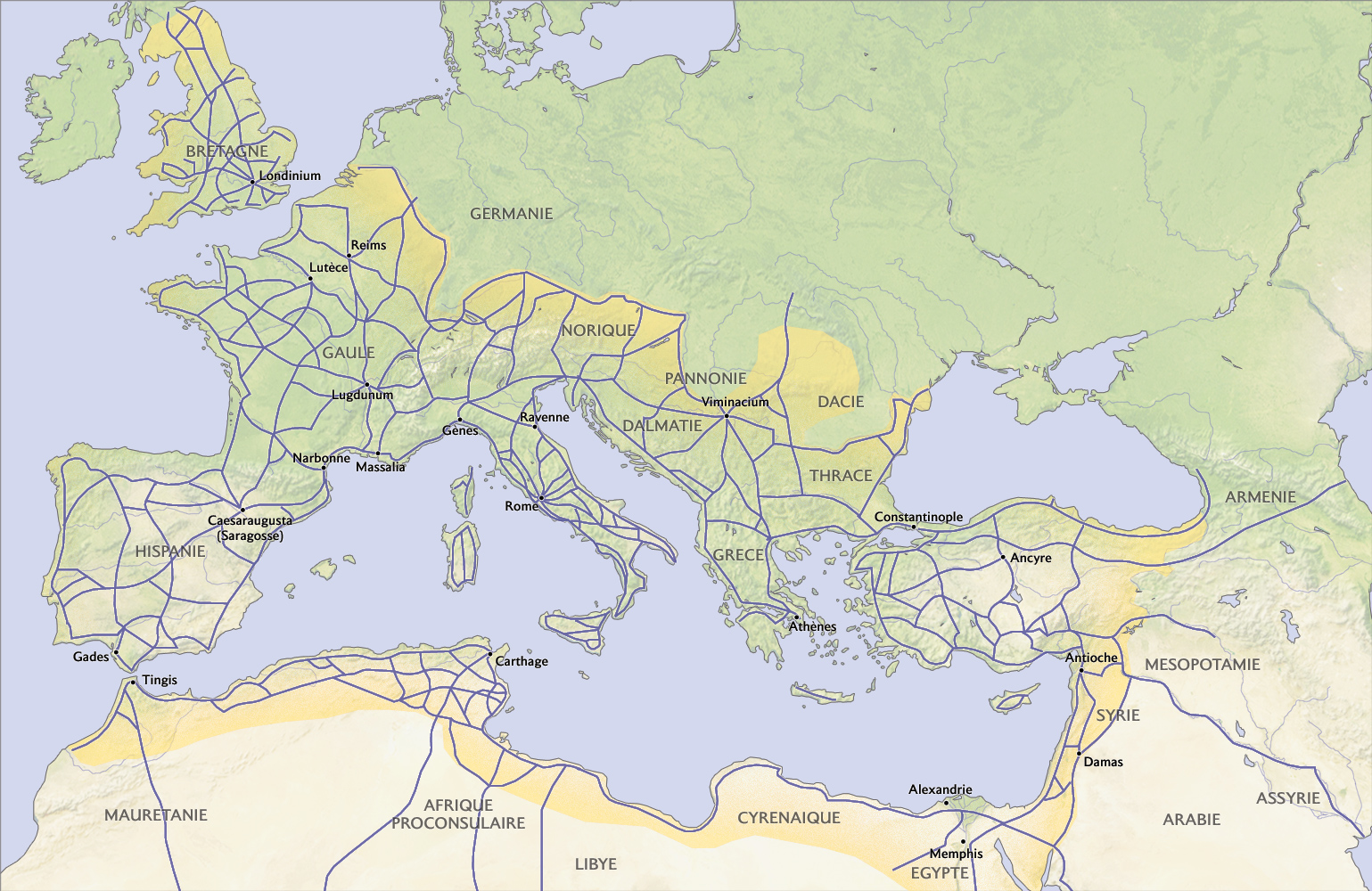
Übersicht des Straßennetzes im Römischen Reich um etwa 117 n. Chr.
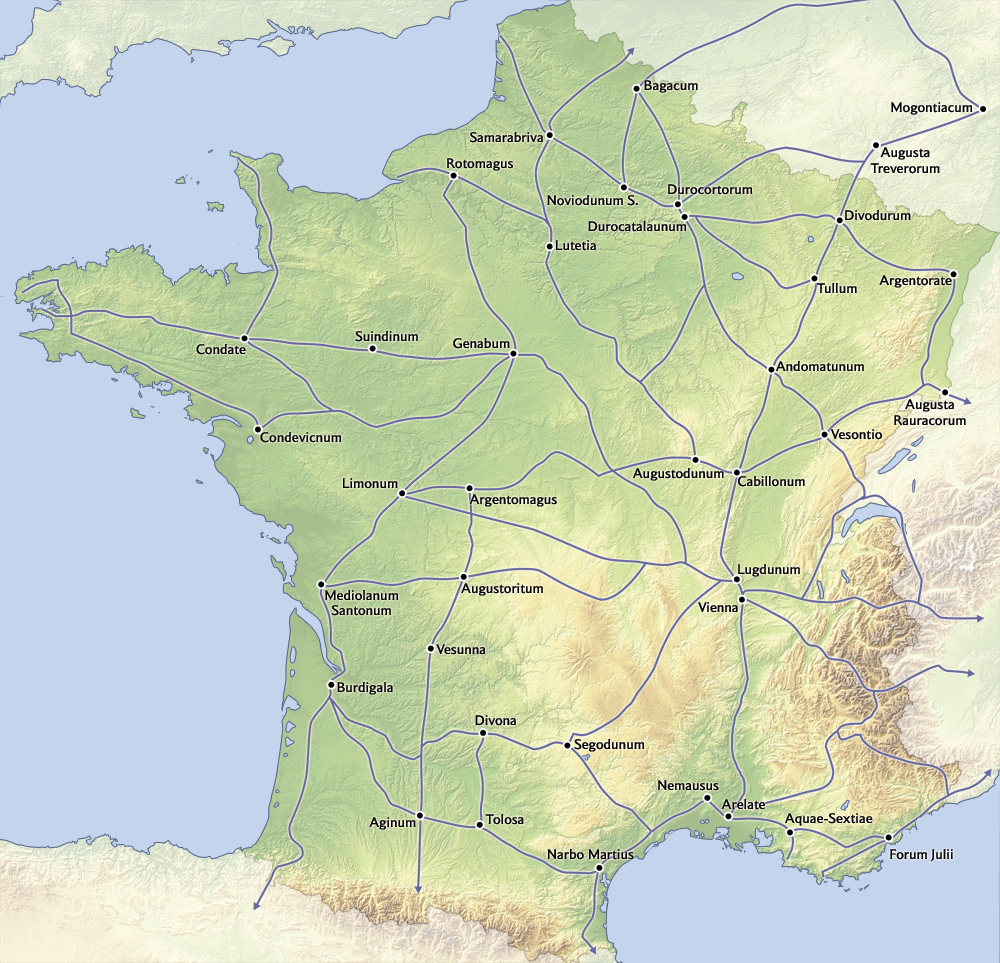
Straßennetz in Gallien
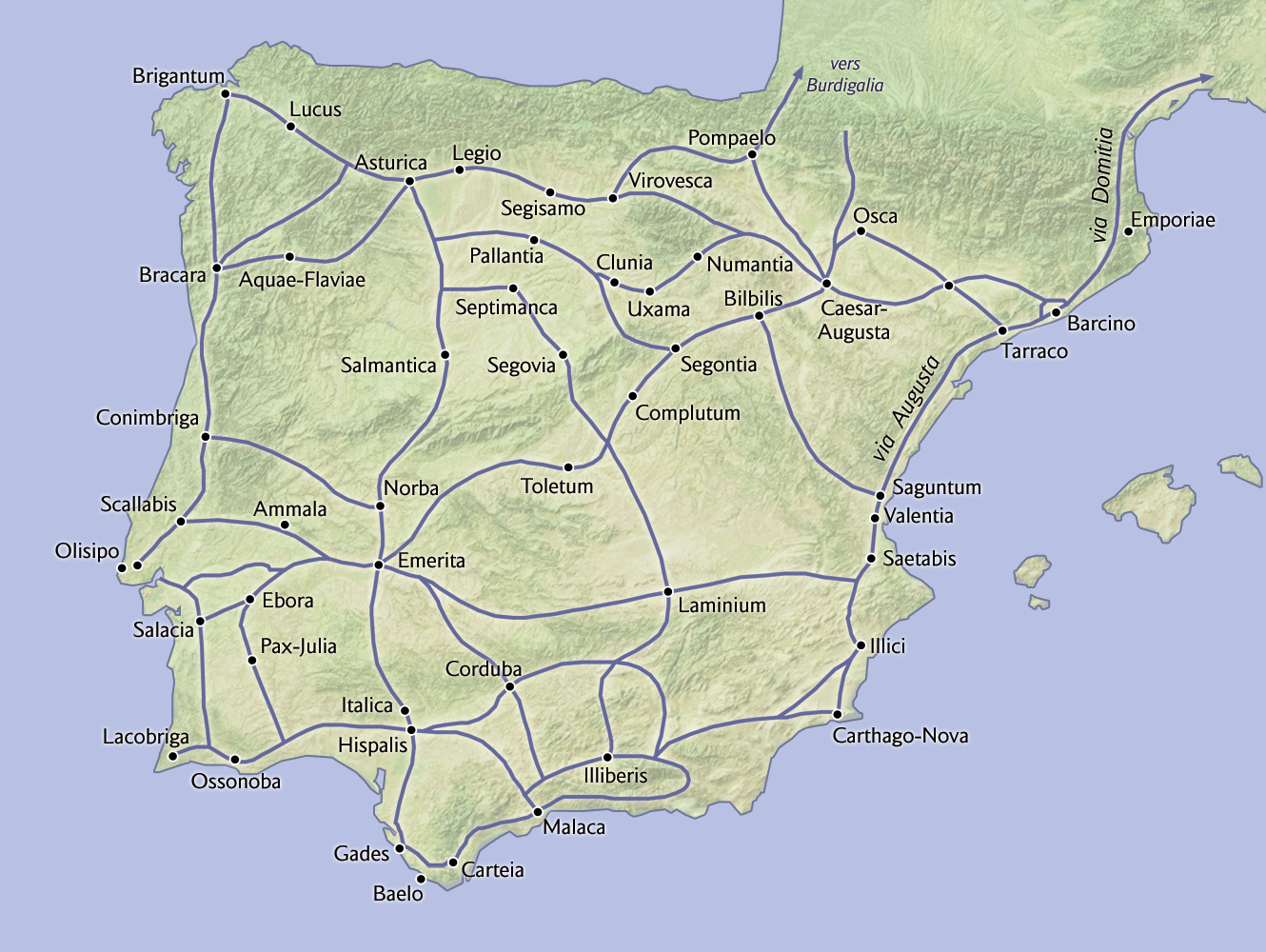
Straßennetz in Hispanien
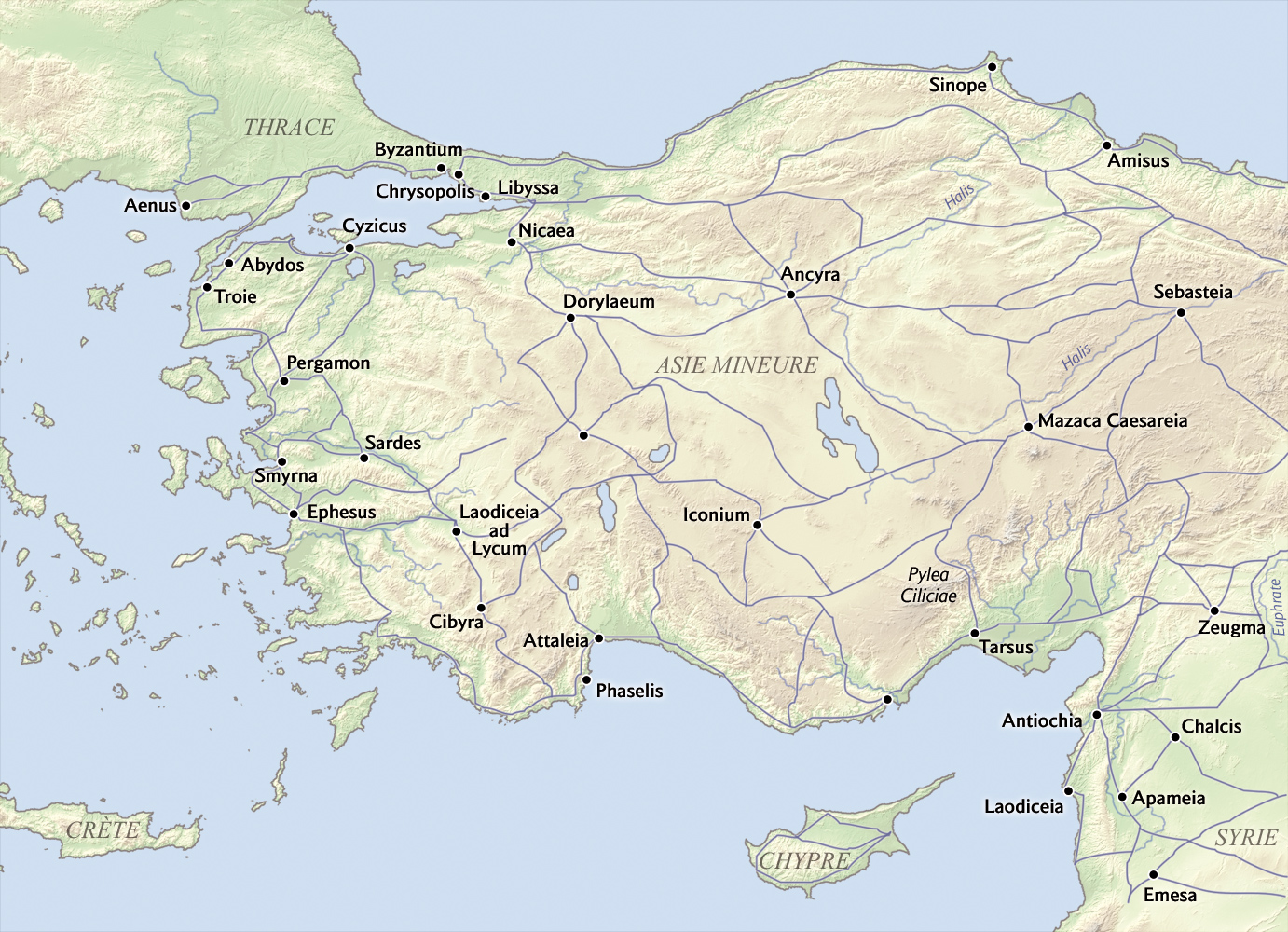
Straßennetz in Kleinasien
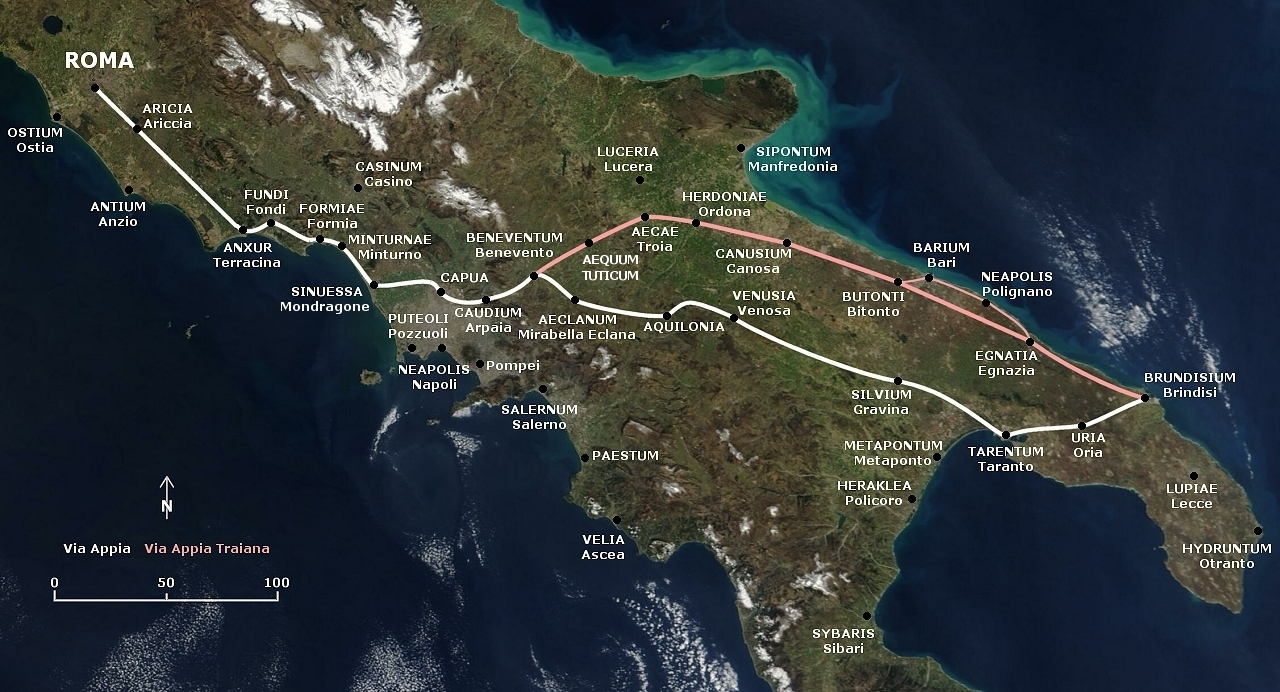
Via Appia
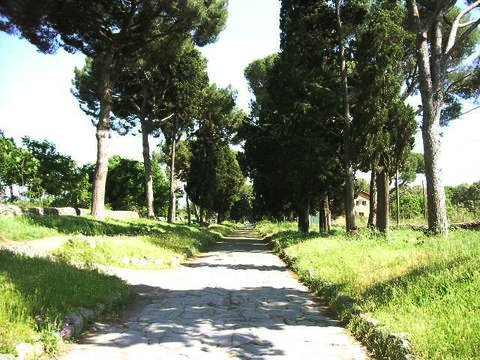
Via Appia südlich der Porta San Sebastiano (Rom)
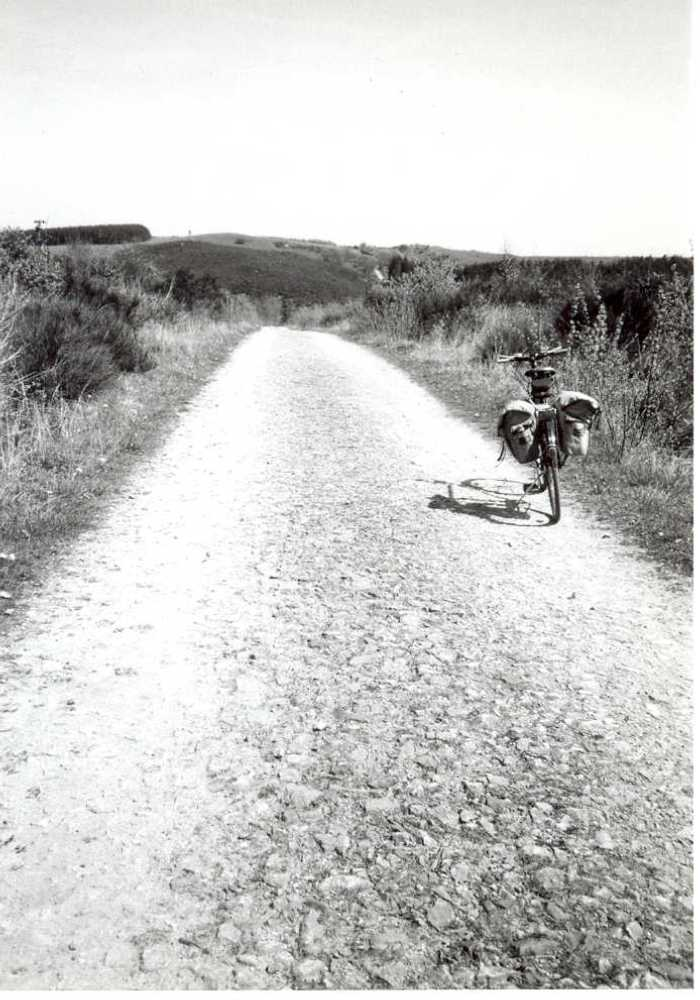
Neuzeitlich überbaute Römerstraße in der Eifel
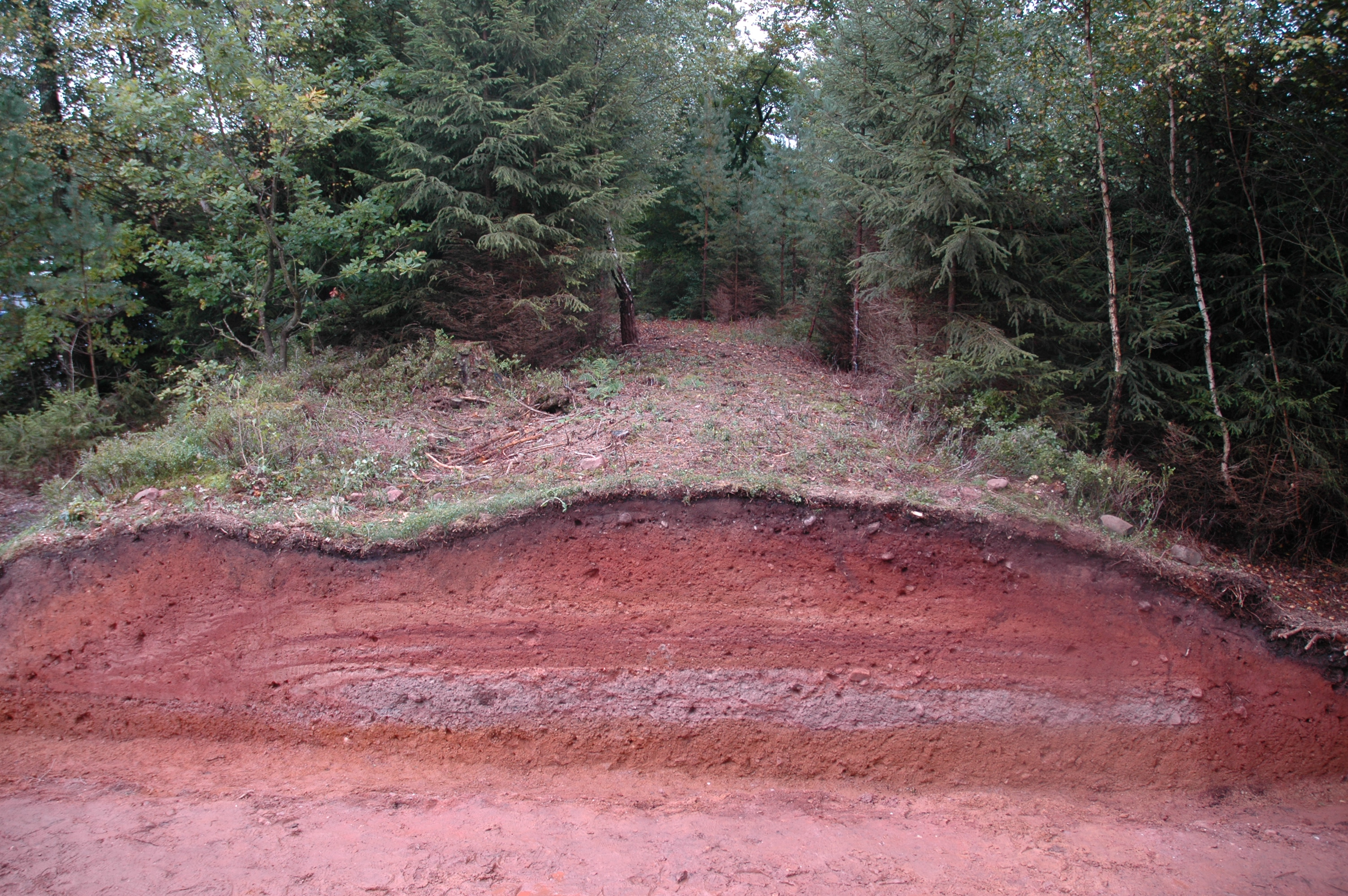
Profil der Römerstraße am Heidenkopf bei Dahlem (Eifel)
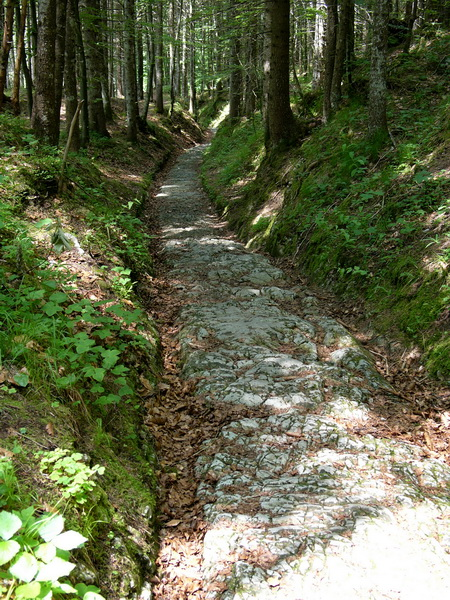
Römerstraße bei Klais, Landkreis Garmisch-Partenkirchen (Spurweite 107 cm)
Die verschiedenen Schichten im Unterbau einer Römerstraße, anhand einer Straße in Pompeii. 1 Gewachsener Boden, ausgeebnet und fest gestampft 2 Statumen: Faustgroße Steine 3 Bruchsteine, Zement und Lehm 4 Nucleus: nussgroße Kiesel, Zementstücke, Steinsplitter und Lehm 5 Dorsum oder agger viae: die gewölbte Oberfläche (media stratae eminentia) aus behauenen Steinen, Silex oder Basalt, Steinquader je nach Gegend. Die Form der Oberfläche sorgte dafür, dass das Regenwasser ablief und die unteren Schichten trocken blieben 6 Crepido, margo oder semita: erhöhter Fußweg beidseits der Straße 7 Eckstein
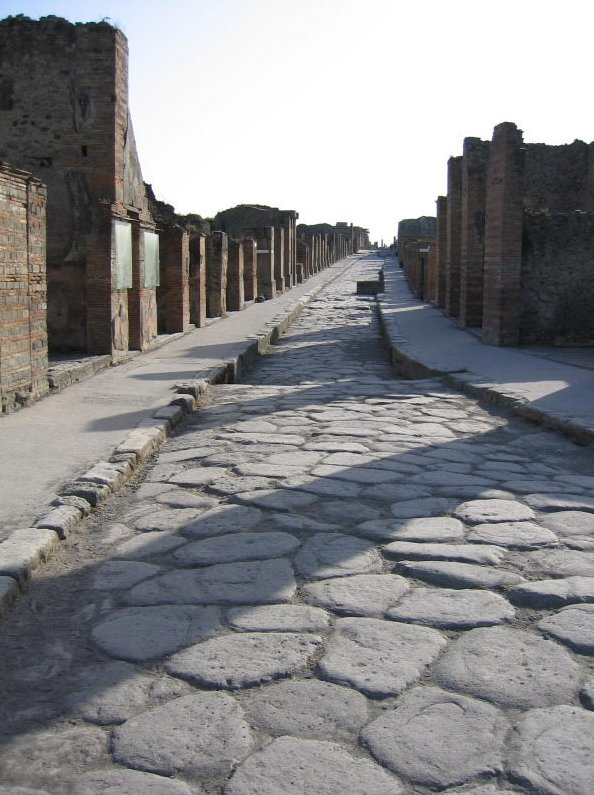
Die verschiedenen Schichten im Unterbau einer Römerstraße, anhand einer Straße in Pompeii.
1 Gewachsener Boden, ausgeebnet und fest gestampft
2 Statumen: Faustgroße Steine
3 Bruchsteine, Zement und Lehm
4 Nucleus: nussgroße Kiesel, Zementstücke, Steinsplitter und Lehm
5 Dorsum oder agger viae: die gewölbte Oberfläche (media stratae eminentia) aus behauenen Steinen, Silex oder Basalt, Steinquader je nach Gegend. Die Form der Oberfläche sorgte dafür, dass das Regenwasser ablief und die unteren Schichten trocken blieben
6 Crepido, margo oder semita: erhöhter Fußweg beidseits der Straße
7 Eckstein
- Römische Straße in Pompeji

## Zu Wanderwegen oder Radwegen in der Neuzeit umgestaltete Römerstraßen
Manche Römerstraßen wurden in der Neuzeit zu thematischen Wander- und Radwegen umgestaltet. Dazu gehören:
- Via Claudia Augusta (Radweg)
- Via Danubia
- Via degli Dei
- Via Julia
- Via Spluga
- Via Valentiniana